# Amy Sloan
Amy Kathleen Sloan (* 12. Mai 1978 in Gladstone, Manitoba) ist eine kanadische Schauspielerin.

## Leben
Sloan wurde in Gladstone, Manitoba geboren und wuchs in Whitehorse, Yukon auf. Ihre Mutter ist die Schauspielerin Mary Sloan. Ihr Vater war zeitweise als Gesundheitsminister der Region Yukon tätig. Amy Sloan schloss im Jahr 1999 die National Theater School of Canada ab. Sie debütierte im kanadischen SF-Thriller XChange aus dem Jahr 2000. Im Fernsehthriller Wicked Minds (2002) trat sie an der Seite von Angie Everhart auf.
Im kanadischen Filmdrama Jack & Ella (2002) übernahm Sloan eine der Hauptrollen. Im Thriller Verbrechen aus Leidenschaft (2005) war sie in einer größeren Rolle an der Seite von Dina Meyer zu sehen. Eine weitere größere Rolle spielte sie in der Krimikomödie Crime Fiction aus dem Jahr 2007.

## Filmografie (Auswahl)
- 2000: XChange
- 2002: Wicked Minds (Fernsehfilm)
- 2002: Jack & Ella
- 2002: Besessen (Possession)
- 2003: Lost Junction – Irgendwo im Nirgendwo (Lost Junction)
- 2003: Gothika
- 2003: Timeline
- 2004: Stargate – Kommando SG-1 (Stargate SG-1, Fernsehserie, Folge 8x05)
- 2004: The Day After Tomorrow
- 2004: Head in the Clouds
- 2004: Aviator (The Aviator)
- 2004, 2008: Without a Trace – Spurlos verschwunden (Without a Trace, Fernsehserie, Folgen 2x16,6x17)
- 2004: Navy CIS (NCIS, Fernsehserie, Folge 2x04)
- 2005: Verbrechen aus Leidenschaft (Crimes of Passion)
- 2005: Crossing Jordan – Pathologin mit Profil (Crossing Jordan, Fernsehserie, Folge 5x08)
- 2005: CSI: Vegas (CSI: Crime Scene Investigation, Fernsehserie, Folge 6x06)
- 2005: Cold Case – Kein Opfer ist je vergessen (Cold Case, Fernsehserie, Folge 2x15)
- 2006: Gilmore Girls (Fernsehserie, 6 Folgen)
- 2006: Numbers – Die Logik des Verbrechens (Numb3rs, Fernsehserie, Folge 3x07)
- 2006: Close to Home (Fernsehserie, Folge 1x17)
- 2007: Crime Fiction
- 2007: Nach 7 Tagen – Ausgeflittert (The Heartbreak Kid)
- 2007–2008: Big Shots (Fernsehserie, 11 Folgen)
- 2009: Grey’s Anatomy (Fernsehserie, Folge 5x13)
- 2010: The Event (Fernsehserie, Folge 1x02)
- 2010: Mad Men (Fernsehserie, Folge 4x05)
- 2010: Amish Grace
- 2011: The Closer (Fernsehserie, Folge 7x02)
- 2011: Navy CIS: L.A. (NCIS: Los Angeles, Fernsehserie, Folge 2x20)
- 2011: Big Love (Fernsehserie, Folge 5x02)
- 2011–2013: Call Me Fitz (Fernsehserie, 28 Folgen)
- 2012 Touch (Fernsehserie, 2 Folgen)
- 2012: Hawaii Five-0 (Fernsehserie, Folge 3x08)
- 2012: Haven (Fernsehserie, Folge 3x05)
- 2013: A Single Shot – Tödlicher Fehler (A Single Shot)
- 2013: Republic of Doyle – Einsatz für zwei (Republic of Doyle, Fernsehserie, Folge 4x10)
- 2015: 12 Monkeys (Fernsehserie, 3 Folgen)
- 2023: Invitation to a Murder